# Macarena Domaica Goñi
Macarena Domaica Goñi (Vitoria, 1972) es una periodista y escritora que trabaja como responsable de comunicación en una organización social.

## Biografía
Es licenciada en Ciencias de la Información y responsable de Comunicación de Cáritas Diocesana de VItoria.Ha participado en distintos proyectos colaborativos activistas en ámbitos como la política social o el feminismo.

### Trayectoria literaria
Escribe desde pequeña pero no había plasmado en publicaciones lo que creaba hasta que un parón inesperado, debido a un accidente, hizo que sus obras vieran la luz.En 2010 creó su blog Ya sé yo mis cosas y en 2013 cofundó el proyecto colaborativo feminista Doce Miradas (blog), junto a otras once mujeres.La formación adquirida en este trabajo colectivo de información, sensibilización y denuncia sobre la desigualdad entre hombres y mujeres, la impulsó a publicar en 2020 su segunda novela -MZUNGU. Mujer blanca extranjera- en forma de novela.Los beneficios del libro se destinaron a las asociaciones Misiones Diocesanas y Goizargi Emakumeak. Unos meses antes, vio la luz en abril de 2020 su primera novela, Brujas bailando en tango (Amazon), más de veinte años después de escribirse, en el año 1998.En 2023 publicó su tercera novela, Sabia, con una gata de protagonista.Es miembra de KRELIA, la asociación de creadores literarios de Álava,y de la Asociación de Escritores de Euskadi.

### Trayectoria política
Fue candidata de Por un Mundo Más Justo (PUM+J) en Euskadi a las elecciones autonómicas de 2012.

## Obra
- Brujas bailando el tango.[14](Amazon, 2020; reeditada por Caligrama editorial, 2023).[15]
- Mzungu - Mujer blanca extranjera (Caligrama editorial, 2020).[16]
- Sabia (Ediciones Passer, 2023).[17]